# Râul Chichirău
Râul Chichirău este un curs de apă, afluent al râului Buzău. 

## Hărți
- Harta județului Covasna